# George Abecassis
George Abecassis (21 de março de 1913 – 18 de dezembro de 1991) foi um automobilista britânico nascido na Inglaterra.
- George Abecassis Racing Driver with a Passion for Speed (georgeabecassis.com), 2010.
- Our History, HWM of Walton on Thames, West London.
- Fast motoring in a Facel Vega,, Motor Sport Magazine, August 1958.